# Richard Sinclair

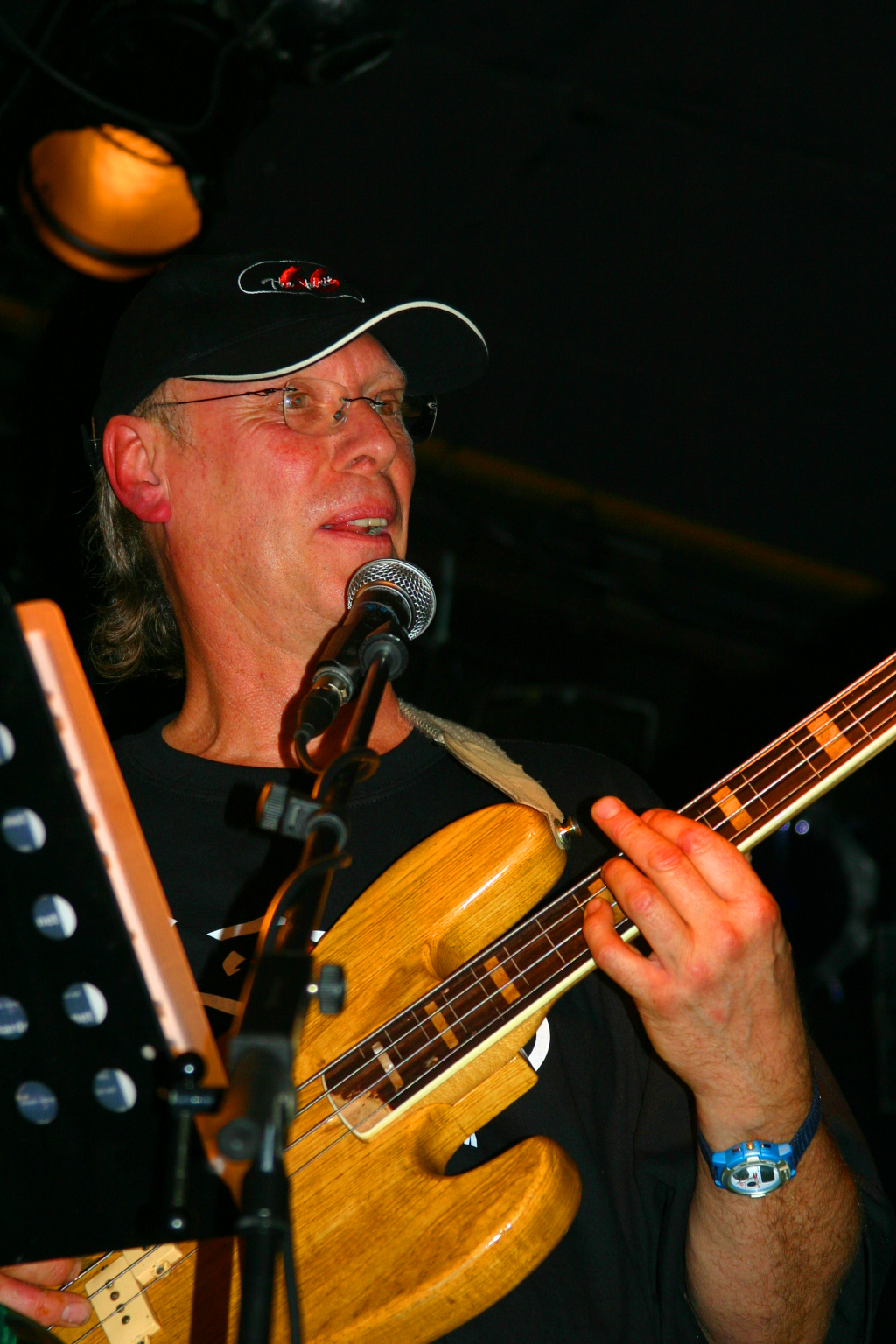
Richard Sinclair, 2005

Richard Sinclair (* 6. Juni 1948 in Canterbury) ist ein britischer Progressive-Rock- und Fusion-Musiker (E-Bass, Gesang, Gitarre). Er war in verschiedenen Bands der eng verflochtenen Canterbury Scene aktiv, darunter Wilde Flowers, Caravan, Delivery, Hatfield and the North, Camel und Phil Millers „In Cahoots“.

## Musikalische Laufbahn
Mitte der 1960er Jahre war Sinclair als Gitarrist und Sänger Mitglied der Wilde Flowers. Drei andere Wilde Flowers-Musiker, Pye Hastings (Gitarre und Gesang), Sinclairs Cousin Dave Sinclair (Keyboards) und Richard Coughlan (Schlagzeug) gründeten 1967 mit Bassist Dave Lawrence die Band Caravan. Noch vor Erscheinen ihres ersten Albums 1968 ersetzte Sinclair den Bassisten und blieb Bandmitglied für die ersten vier Alben, darunter auch das 1971 erschienene In the Land of Grey and Pink, das als Klassiker der Canterbury-Spielart des Progressive Rock gilt.
1972, nach der Veröffentlichung des vierten Caravan-Albums Waterloo Lily, verließ Sinclair die Band und schloss sich der wiedervereinigten Band Delivery mit Gitarrist Phil Miller, Keyboarder Steve Miller und Schlagzeuger Pip Pyle an. Wenig später übernahm Dave Stewart den Keyboard-Part, und die Band nannte sich in Hatfield and the North um und veröffentlichte bis zu ihrer Auflösung 1975 zwei Alben.
1975 bis 1976 leitete Sinclair eine eigene Band mit dem Namen „Sinclair and the South“ – zu den wechselnden Besetzungen gehörten unter anderem Dave Sinclair, Violinist Dave Arbus, Schlagzeuger Bill Bruford und Gitarrist Mark Hewins.
1977 trat Sinclair auf Anfrage von Schlagzeuger Andy Ward der Band Camel bei und nahm an einer Konzerttournee und den Aufnahmen für zwei Studioalben teil.
1981 nahm er mit Phil Miller, Keyboarder Alan Gowen (von Gilgamesh und National Health) und Schlagzeuger Trevor Tomkins das Album Before a Word is Said auf. Im gleichen Jahr wurde er Gründungsmitglied von Phil Millers Band „In Cahoots“.
1992 gründete Sinclair mit Dave Sinclair, Andy Ward und Rick Biddulph die Band „Richard Sinclair's Caravan of Dreams“, die zwei Alben veröffentlichte.
2005 und 2006 wirkte er bei Wiedervereinigungen von Hatfield and the North mit; während ihrer Konzerttournee 2006 starb Pip Pyle überraschend, seinen Platz am Schlagzeug übernahm Mark Fletcher.

## Diskographische Hinweise
- 1968: Caravan: Caravan
- 1970: Caravan: If I Could Do It All Over Again, I'd Do It All Over You
- 1971: Caravan: In the Land of Grey and Pink
- 1972: Caravan: Waterloo Lily
- 1973: Hatfield and the North: Hatfield and the North
- 1975: Hatfield and the North: The Rotters' Club
- 1977: Camel: Rain Dances
- 1978: Camel: Breathless
- 1978: Camel: A Live Record
- 1980: Hatfield and the North: Afters
- 1981: Gowen/Miller/Sinclair/Tomkins: Before a Word Is Said
- 1981: National Health: D.S. Al Coda
- 1982: Caravan: Back to Front
- 1991: Hatfield and the North: Hatfield and the North Live T.V. 1990
- 1992: Richard Sinclair's Caravan Of Dreams: Caravan Of Dreams
- 1993: Richard Sinclair's Caravan Of Dreams: An Evening Of Magic
- 1994: Richard Sinclair: R.S.V.P.
- 1994: Caravan: Cool Water
- 1996: Richard Sinclair & Hugh Hopper: Somewhere in France
- 2002: Richard Sinclair: Live Tracks
- 2003: Dave Sinclair: Full Circle
- 2004: Theo Travis: Earth To Ether
- 2005: Hatfield and the North: Hatwise Choice
- 2006: Hatfield and the North: Hattitude
- 2006: Panzerpappa: Koralrevens Klagesang[9]